# Musée d'art populaire (Lisbonne)
Le Musée d'art populaire (ou  Museu de Arte Popular) est situé au bord du Tage, près du Padrão dos Descobrimentos.